# Vermisste Person

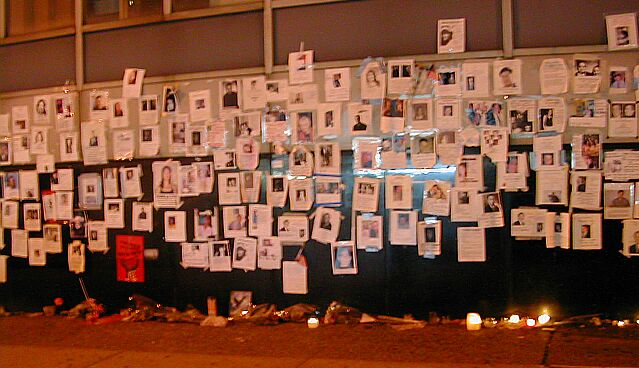
Private Plakate zu vermissten Personen in New York City kurz nach den Terroranschlägen am 11. September 2001

Eine vermisste Person ist im allgemeinen Sprachgebrauch, jedoch nicht rechtlich, eine Person, die kraft besonderer Ereignisse wie Krieg, Vertreibung, Katastrophen, Unfällen oder aufgrund eines Verbrechens verschollen ist. Man unterscheidet Kriegsvermisste und zivile Vermisste, wobei zu den Kriegsvermissten nur Soldaten zählen, bei denen somit unbekannt ist, ob sie gefallen sind, versprengt oder gefangen genommen wurden.

## Vermisste in Deutschland
Es ist zwischen Verschollenen (sehr langfristig) und der Polizeieinsatzart „Vermisste Person“ zu unterscheiden. Den rechtlichen Status von Verschollenen regelt in Deutschland das Verschollenheitsgesetz (VerschG). Den rechtlichen Status von (kurzfristig) vermissten Personen regelt in Deutschland das jeweilige Polizeirecht, bei Anfangsverdacht von Straftaten die Strafprozessordnung; jedoch wird die Polizei auf Anordnung auch bei Verschollenen tätig.

### Vermisstenfall bei der deutschen Polizei
Voraussetzung für einen Vermisstenfall im polizeilichen Sinn sind bei der deutschen Polizei:
- Hilflose Lage aufgrund eines kritischen Gesundheitszustandes (Krankheit, Verwundung, Vergiftung und ähnliches)
- Verdacht einer Straftat oder Suizidalität
- Minderjährigkeit ohne Begleitung von Erziehungsberechtigten

Die Meldung eines Vermisstenfalls – die Vermisstenanzeige – erfolgt in der Regel bei der örtlich zuständigen Schutzpolizei. Eine Vermisstenanzeige dient der Einleitung einer Dokumentation, umfangreicher Ermittlungen und Fahndungen nach Personen und Sachen mit Hilfe kriminalistischer Methoden. Die Suchmaßnahmen umfassen also unter anderem
- Durchsuchung aller Wohnungen bzw. Altenheime, in denen die Person gelebt hat
- Absuche bestimmter Gebäude und Landstriche, zu der die Person einen Bezug hatte oder in der sie sich aufhielt oder aufgrund einer Bewegungsrichtung aufhalten könnte
- Abgleich mit Daten, zum Beispiel Passagierlisten, Kreditkartenumsätze, Abhebungen an Geldausgabeautomaten, Telefonverbindungen, Krankenhäuser, unbekannte Tote und eventuell Register der Botschaften (z. B. Deutschenliste)
- Befragung der Personen im sozialen Umfeld
- Auswertung von Tagebüchern, Adressbüchern, Briefen, Notizen, Computerdaten usw.
- Ortungen, beispielsweise GSM-Ortung (Standort, Bewegungsprofil)
- Fahndungsmaßnahmen, vor allem die Personenfahndungen (zum Beispiel Zielfahndung, Öffentlichkeitsfahndung, regionale Funkrundsprüche) und Fernschreiben
- Einsatz von Personenspürhunden („Mantrailing“).

Die zuständige Organisationseinheit bei der Schutzpolizei wird VUT („Vermisste, unbekannte Tote, unbekannte hilflose Personen“) genannt. Bei Fällen von größerer Bedeutung, bei Zuständigkeit mehrerer Behörden sowie in einigen Polizeien ist statt der Kriminalpolizei ein Landeskriminalamt oder das Bundeskriminalamt zuständig.
Diese Maßnahmen können unter Umständen die Rechtsnatur einer doppelfunktionalen Maßnahme aufweisen. Das heißt, sie zielt aufgrund ihrer Unbestimmtheit sowohl auf die Gefahrenabwehr als auch auf die Strafverfolgung ab.
Ermittlungen in einem Vermisstenfall können unter anderem zu dem Schluss führen, dass die Person einer Straftat zum Opfer gefallen ist (z. B. Mord, Entführung), in Gefangenschaft ist, eine Straftat begangen hat und flüchtig ist, wohlauf ist (z. B. Aussteiger), eines natürlichen Todes gestorben ist oder verschollen ist. Ein weiterer Grund kann sein, dass die vermisste Person in kriegerischen Auseinandersetzungen gestorben ist.
Eine Vermisstenanzeige kann jedermann bei jeder Polizeidienststelle, auch im Ausland, erstatten. Die Ermittlungsbehörden werden nicht, wie in vielen Filmen/Fernsehsendungen dargestellt, erst nach 24 Stunden, sondern unmittelbar nach Vorliegen der rechtlichen und tatsächlichen Voraussetzungen tätig.
Wird eine volljährige Person aufgefunden und will keinen Kontakt mehr zu den Suchenden, so ist die Ermittlung abgeschlossen.

#### Zahlen
| Jahr der Vermisst- Meldung | Anzahl vermisste Kinder | noch immer vermisst am | noch immer vermisst am | noch immer vermisst am | noch immer vermisst am |
| Jahr der Vermisst- Meldung | Anzahl vermisste Kinder | 5. April 2019          | 27. Februar 2018       | 10. April 2013         | Juni 2003              |
| -------------------------- | ----------------------- | ---------------------- | ---------------------- | ---------------------- | ---------------------- |
| Summe                      |                         | 1.995                  |                        | 872                    | 830                    |
| 2018                       | 12.762                  | 322                    |                        |                        |                        |
| 2017                       | 08.255                  | 218                    | 348                    |                        |                        |
| 2016                       | 08.080                  | 322                    | 377                    |                        |                        |
| 2015                       | 06.283                  | 519                    | 588                    |                        |                        |
| 2014                       | 07.198                  | 084                    | 123                    |                        |                        |
| 2013                       |                         |                        | 047                    |                        |                        |
| 2012                       | 06.378                  |                        |                        | 123                    |                        |
| 2011                       | 06.387                  |                        |                        | 115                    |                        |
| 2010                       | 05.676                  |                        |                        | 057                    |                        |
| 2002                       | 14.220                  |                        |                        |                        | 139                    |
| 2001                       | 14.658                  |                        |                        |                        | 139                    |

Kinder und Jugendliche, die in Einrichtungen wie Mädchenheimen oder Kinderheimen leben, werden von den verantwortlichen Betreuern sofort vermisst gemeldet, sobald sie die vereinbarten Rückkehrzeiten überschreiten, dies führt in der Statistik zu hohen Zahlen. Bei Kindern und Jugendlichen steckt in weniger als 1 % aller Vermisstenfälle eine Straftat dahinter.
Wird ein Minderjähriger fünf Mal vermisst gemeldet, führt ihn die Polizei als Dauerausreißer oder Streuner und geht nicht mehr von Lebensgefahr aus, wenn er erneut verschwindet.
Die von verschiedenen öffentlichen Quellen angegebenen Zahlen passen scheinbar nicht zueinander und teilweise ergeben sich auch schon innerhalb einer Quelle scheinbar Widersprüche, dies liegt größtenteils daran, dass bei einigen Zahlen eine Mindest-Zeitspanne des Vermisst-Seins gefordert wird:
- Bis Februar 2018 erfasste das BKA nur Fälle von Personen in der 1992 eingeführten Datei „Vermisste / Unbekannte Tote“, die über Mitternacht vermisst waren. Fälle, die zwischen 00:01 Uhr und 24:00 Uhr ins polizeiliche Fahndungssystem INPOL eingestellt wurden und sich am selben Tag wieder erledigten hatten, wurden statistisch nicht berücksichtigt.[7][5]
- Seit Februar 2018 werden vom BKA alle Fälle registriert, in denen die Personen länger als vier Stunden vermisst waren.

Die meisten Vermissten-Fälle klären sich jedoch innerhalb von vier Stunden bzw. am selben Kalendertag noch auf, sodass sehr hohe tägliche Zahlen entstehen, es wird von 60 Personen täglich in Berlin, 16 Personen täglich in Schleswig-Holstein und bundesweit bis zu 300 täglich und damit 100.000 Vermissten pro Jahr berichtet.
Bei den Personen, die länger als vier Stunden bei der Polizei als vermisst gemeldet sind, klären sich 50 % innerhalb einer Woche auf, 80 % binnen eines Monats, 97 % innerhalb eines Jahres. Die Personenfahndung wird nach 30 Jahren eingestellt.
Etwa 12.000 Personen in der bundesweiten Vermisstendatenbank Vermi/Utot, davon etwa 10.000 Personen „in Deutschland“, bei den anderen etwa 2000 wurde das BKA bei Vermisstenfahndungen aus dem Ausland mit eingebunden. Täglich werden etwa 150 bis 300 Personen aus der Datei gelöscht und ebenso viele hinzugefügt. Voraussetzung ist seit Februar 2018, dass die Person seit mindestens 4 Stunden vermisst wird. Die Datei enthält 2000 Kinder im Alter bis 13 Jahre und rund 3600 Jugendliche bis 17 Jahre; darunter 885, die einem Elternteil zu Unrecht entzogen werden, sowie 2099 unbegleitete minderjährige Flüchtlinge. Die anderen etwa 6000 sind volljährig.
In Nordrhein-Westfalen werden jährlich 13.000 bis 24.000 Meldungen aufgrund vermisster Personen gemacht, dabei werden einige Personen im Jahresverlauf mehrfach als vermisst gemeldet, von den Meldungen betreffen 11 % Kinder unter 14 Jahren, 73 % Jugendliche zwischen 14 und 18 Jahren, 16 % Erwachsene. Langzeitvermisste werden diejenigen genannt, die länger als 6 Wochen und maximal 30 Jahre vermisst werden, derer gab es in NRW am Jahresende 2014 559, darunter 13 Kinder und 19 Jugendliche, sowie am 30. Juni 2017 600 Personen. Unter der volljährigen Bevölkerung wurden pro Jahr 2600 bis 3600 Mal Personen vermisst gemeldet, übrig blieben Ende 2014 527 Langzeitvermisste, darunter 51 Fälle, die 2014 neu dazukamen.
In Bremen lassen sich erst seit 2014 mit der Einführung der Polizei-IT-Anwendung @rtus Vermisstenzahlen aufgeschlüsselt nach Alter, Geschlecht und Nationalität statistisch ermitteln. So wurden in den Jahren 2014–2018 jeweils 240–280 Deutsche und 120–270 Personen anderer Nationalitäten als vermisst gemeldet. Die meisten Vermissten waren zwischen 21 und 60 Jahre alt.
Für das Jahr 1973 wird für Westdeutschland von 22.000 vermisst gemeldeten Kindern und Jugendlichen berichtet.
Von den bundesweit in den Jahren 2002 bis 2017 jeweils 6000 bis 15.000 (mindestens bis zum nächsten Kalendertag) als vermisst gemeldeten Kindern und von den 12.762 im Jahr 2018 (länger als 4 Stunden) vermisst gemeldeten Kindern waren jeweils in den Folgejahren nur noch wenige vermisst, wie der oben/rechts stehenden Tabelle zu entnehmen ist. In Deutschland waren – gerechnet ab dem frühesten registrierten Vermisstendatum 3. März 1951 bis 5. April 2019 – insgesamt 1.995 ungeklärte Fälle von vermissten Kindern in der Datei „Vermi/Utot“ erfasst. Von den zwischen 6. Juni 1950 und 2002 vom BKA registrierten vermissten Kindern blieben etwa 830 ungeklärt. Mehr als die Hälfte dieser Kinder sind unbegleitete Flüchtlinge, gehören zu den sogenannten Dauerausreißern/Streunern oder wurden ihren Sorgeberechtigten entzogen. Auslöser für Kindesentziehungen sind Streitigkeiten der Eltern über die Ausübung des Sorgerechts, insbesondere wenn die Eltern aus unterschiedlichen Kulturkreisen stammen. Die der Polizei angezeigten Fälle von Kindesentziehung werden als „Vermisstenfälle“ erfasst, solange eine Gefahr für die Kinder im polizeilichen Sinn nicht ausgeschlossen werden kann. In aller Regel besteht in diesen Fällen jedoch keine Gefahr für die Kinder, da sie sich während ihrer „Abwesenheit“ in der Obhut eines Erwachsenen befinden, zu dem sie eine enge Bindung haben.
Das größte Ereignis in jüngster Zeit, aufgrund dessen auch mitteleuropäische Personen zu Vermissten wurden, war das Seebeben im Indischen Ozean 2004. Im Zusammenhang mit der Katastrophe wurden zeitweise über 1000 deutsche Staatsangehörige vermisst, hauptsächlich Urlauber an den Küsten Thailands, Indiens und Sri Lankas. Ein Jahr später wurden nur noch 15 Personen vermisst.
Das Wiederauffinden einer Person wird womöglich weder von der Familie noch von der vermissten Person zeitnah den Behörden gemeldet.

#### Identifizierung von Leichen zur  Klärung von Vermisstensachen
Früher war das sichere Identifizieren von Kriegs- und Katastrophenopfern nicht leicht möglich. Bei Soldaten geschah dies oft nur durch die Erkennungsmarke, die die Soldaten stets im Dienst tragen mussten und auf der Namen und Personenkennziffer o. ä. eingestanzt waren. Diese Marken sind auch heute bei vielen Streitkräften üblich. So konnten Leichen auch viele Jahre nach ihrem Tod durch Vergleich mit den vorhandenen Karteien noch identifiziert werden. Eine weitere Möglichkeit ist ein auch im zivilen Bereich verwendetes System, das auf der Untersuchung von Gebissen (Zahnstatus) beruht. Heute wird weitgehend ein DNA-Abgleich durchgeführt.
In Deutschland ist jede Person, die den Betroffenen gekannt hat, als Zeuge verpflichtet, an einer Leichenidentifizierung mitzuwirken (§ 88 StPO i. V. m. §§ 48 ff. StPO).

#### Rechtsfolgen
Neben den psychischen Folgen bei den Angehörigen Vermisster treten auch oftmals rechtliche Schwierigkeiten auf, die sich über Jahre hinziehen können und auch existenzgefährdend für die Hinterbliebenen sein können. Bis zu einer Todeserklärung können Pensionszahlungen verweigert werden. Auch Erbschaften können oft nicht abgewickelt werden. In Deutschland regelt dies das Verschollenheitsgesetz.
Aber auch bei Wiederauffinden Vermisster nach einer Todeserklärung kann es zu Rückforderungen von Erbschaften kommen. Speziell nach dem Krieg tauchten Vermisste zu einem Zeitpunkt auf, als die vermeintliche Witwe bereits wieder verheiratet war.

### Suche nach Vermissten
Für die unterschiedlichen Gruppen von Vermissten gibt es individuelle Datensammlungen, die der weiteren Erhellung dienen können.

#### Adressbuch/Suchdatenbank/Social Network/Suchagentur
Historische Adressbücher, aktuelle Telefonbücher sowie Personensuchmaschinen
und Suchmaschinen geben erste Hinweise darauf, wie lange die vermisste Person noch aufgeführt war und im Internet oder in Publikationen erwähnt wurde. Ferner gibt es interaktive Suchmaschinen für Personen (Facebook), ehemalige Schüler Stayfriends und vermisste Personen. Die private Vermisstensuche in interaktiven Suchmaschinen ohne Abstimmung mit der Polizei birgt Gefahren. So werden veraltete Suchaufrufe nicht mehr gelöscht, oder die gesuchte Person wird durch die Veröffentlichung im neuen Umfeld bloßgestellt. Suchagenturen helfen bei der Suche. Sie sind unter Umständen kommerziell orientiert.

#### Melderegister
Es gibt in Deutschland Melderegister bei mehr als 5.000 Einwohnermeldeämtern. Als Angaben werden benötigt Vor- und Nachname, letzte bekannte Adresse, Geburtsdatum und Familienstand. Die Suche sollte beginnen bei dem Einwohnermeldeamt, für das die letzte Adresse bekannt ist.

#### Digitale Personenstandsinformationen
Einige Personenstandsinformationen sind bei ancestry.de, Grabsteininformationen bei genealogy.net, Kriegstote bei volksbund.de gespeichert.

#### Konflikte und Katastrophen
Die icmp International Commission on Missing Persons führt DNA-Untersuchungen für staatliche Stellen und Gerichte durch.
Es handelt sich im Wesentlichen um die Durchführung der Identifizierung von Toten nach Konflikten und Katastrophen, z. B. auf dem Westbalkan sowie in Asien, Südamerika und dem Nahen Osten.
Das Internationale Rote Kreuz sucht, unterteilt nach Ländern, nach vermissten Familienangehörigen aus Katastrophen und Konflikten. Das Auswärtige Amt hilft bei der Suche nach vermissten Deutschen im Ausland.

#### Erbenermittlung, Auswanderer
Professionelle Erbenermittler können bezüglich Nachlässen, für die sich keine Erben melden, eingeschaltet werden. Sie erhalten in der Regel 20 bis 30 Prozent des Nachlasswertes als Honorar, sofern sie die noch lebenden Erben auffinden und das Erbe ausgezahlt wird.
Nachfahren in Übersee und zurückgebliebene Familien in Deutschland suchen nach Auswanderern. Ein Namensverzeichnis der Auswanderer (sehr umfangreich und leicht zu durchsuchen) hat „The Church of Jesus Christ of Latter-day Saints“ zusammengestellt. Auswanderungen über Hamburg sind in den Datenbanken der Ancestry enthalten (aus dem Staatsarchiv Hamburg). Auch Auswanderer über Bremen sind erfasst. Auch die Auswanderer aus Baden-Württemberg wurden registriert. In Ellis Island vor New York wurden die Passagiere registriert.

### Vermisste des Zweiten Weltkriegs

#### Vermisste Kriegstote und -gefangene

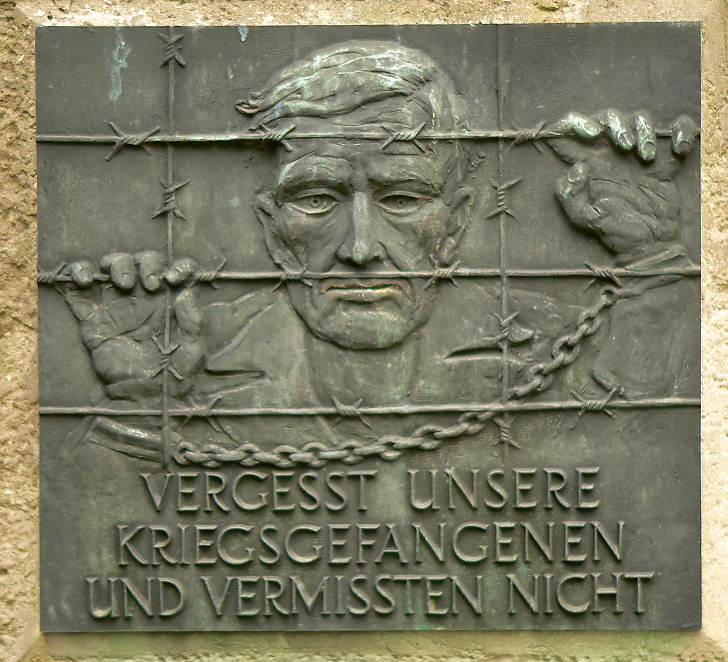
Denkmal für Vermisste des Zweiten Weltkrieges in Neustadt am Rübenberge

Während die Kriegsgefangenen des Zweiten Weltkrieges aus den Lagern der westlichen Alliierten relativ bald entlassen wurden und auch während der Gefangenschaft Kontakt mit ihren Angehörigen hatten, waren es vorwiegend Vermisste, die über viele Jahre in sowjetischer Gefangenschaft waren, von denen man nichts über ihren Verbleib wusste.
Das Internationale Komitee vom Roten Kreuz (IKRK) und eine Reihe von nationalen Gesellschaften der Rotkreuz- und Rothalbmond-Bewegung betreiben Suchdienste, die auch noch nach Jahrzehnten, speziell nach Öffnung verschiedener Archive, Erfolge bei der Klärung von Vermisstenschicksalen aufweisen können, wenn auch meist nur Todeszeitpunkte oder -orte. Nur selten werden auch nach Jahrzehnten noch Überlebende gefunden. Das Internationale Rote Kreuz in Genf besitzt ein Archiv über Kriegsgefangene und bearbeitet Suchanfragen. Von der Gesamtanzahl an vermissten Personen ist die Anzahl an unbekannten Personen abzuziehen die ohne Ermittlung der Identität insbesondere als Soldaten auf Kriegsgräberstätten beerdigt wurden. Bei unbekannten Soldaten konnte jeweils die Identität durch eine fehlende oder zerstörte Erkennungsmarke nicht festgestellt werden.
Beim Suchdienst des Deutschen Roten Kreuzes gehen heute täglich bis zu zwanzig Suchanfragen ein, davon immer noch mehrere zu Vermissten aus dem Zweiten Weltkrieg. Der Suchdienst nach Vermissten des Zweiten Weltkriegs wurde Ende 2023 eingestellt. Der DRK-Suchdienst hilft bei der Suche nach und der Familienzusammenführung mit vermissten Personen.
Der Internationale Suchdienst in Bad Arolsen ist aufgrund seiner Dokumentensammlung für die Klärung des Schicksals von NS-Verfolgten im ehemaligen deutschen Reichsgebiet zuständig: der KZ-Häftlinge, Kriegsgefangenen, Zwangsarbeiter, der Internierten, Deportierten, Displaced Persons (verschleppte Personen) und Vertriebenen. Er besitzt das Archiv des Kindersuchdienstes.
Auskünfte über Vermisste und Grablagen von Gefallenen gibt der Volksbund Deutsche Kriegsgräberfürsorge e. V. in Kassel in seiner Online-Gräberdatei. Suchanzeigen nach Vermissten der Kriege bzw. Rückmeldungen von Zeitzeugen sind aufgeführt unter Mitmachaktion „Letzte Hoffnung“. Vermisste und Gefallene sind auch auf den Gefallenendenkmälern der Heimatgemeinden aufgeführt.
Grabnachforschungen für den Bereich der österreichischen Kriegsgräberanlagen gibt die Kriegsgräberfürsorge des Österreichischen Schwarzen Kreuzes (ÖSK).
Die Klärung der Schicksale von Kriegstoten und -vermissten des Zweiten Weltkrieges ist eine der Aufgaben der Deutschen Dienststelle (WASt) für die Benachrichtigung der nächsten Angehörigen von Gefallenen der ehemaligen deutschen Wehrmacht. Die vom Suchdienst des Deutschen Roten Kreuzes in München nach dem Zweiten Weltkrieg erstellten Vermisstenbildlisten sind über die WASt zugänglich. In den USA ist es die Defense POW/ MIA Accounting Agency mit Sitz in Washington.
Im Bundesarchiv-Militärarchiv werden Kurzauskünfte gegeben und sind eigene Recherchen im Lesesaal möglich. In den Kriegstagebüchern der Einheiten sind Verlust- und Vermisstenmeldungen enthalten (Militärkarten > Einheiten > Kriegstagebücher der Einheiten).
Die Stiftung Sächsische Gedenkstätten, Dokumentationsstelle Dresden, verfügt über Daten von rund 250.000 sowjetischen Gefangenen des Zweiten Weltkrieges. Das Suchreferat Moskau, Liga für Russisch-Deutsche Freundschaft, übernimmt die Suche nach vermissten Wehrmachtssoldaten im Bereich der ehemaligen Sowjetunion anhand eventuell vorhandener Archivakten gegen Honorar.
Der Verein zur Klärung von Schicksalen Vermisster und Gefallener (VKSVG) arbeitet ehrenamtlich, unterstützend und hilft auch bei der Forschung nach Grablagen von ehemaligen Sowjetsoldaten in Österreich.

#### Zwangsarbeiter
Eine Übersicht über regionale Archive zur NS-Zwangsarbeit und über Zwangsarbeiterlager während der NS-Zeit wurde im Bundesarchiv erarbeitet. Auskünfte zu Zwangsarbeitern, Verschleppten und Menschen in Konzentrationslagern während der Zeit des Nationalsozialismus (etwa 17 Millionen Menschen) gibt der Internationale Suchdienst in Bad Arolsen.

#### Ermordete und Überlebende der Shoah
Die Namen der Holocaust-Opfer sind in der Datenbank der Jerusalemer Gedenkstätte Jad Vashem bewahrt worden. Die Suche nach vermissten NS-Verfolgten ist bei mehreren Institutionen möglich. Das United States Holocaust Memorial Museum, USHMM, hat mehrere Datenbanken zu Überlebenden und Opfer. Nach niederländischen Opfern des Konzentrationslagers Neuengamme wird auf einer Internetseite des Freundeskreises gesucht.

#### Flüchtlinge und Vertriebene

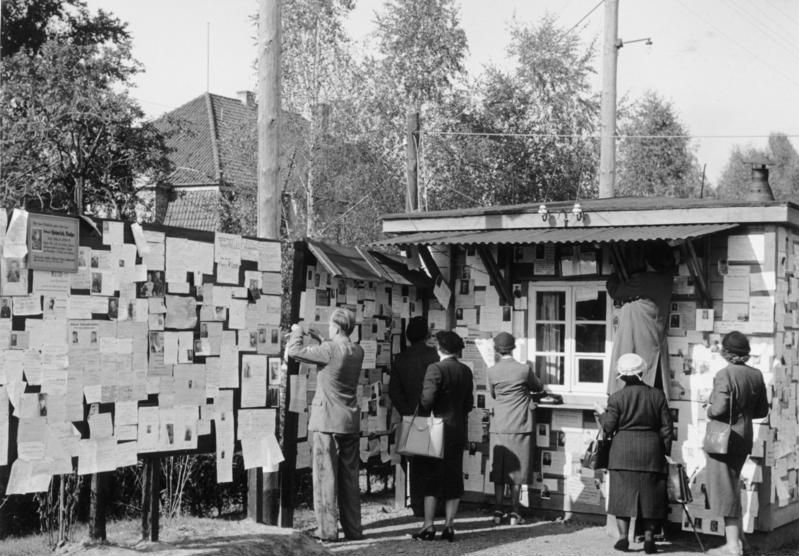
Lager Friedland

Ein Informationsforum für Flüchtlinge und Vertriebene aus Ostpreußen ist die Landsmannschaft Ostpreußen in Hamburg mit Landesgruppen in den Bundesländern, Heimatkreisgemeinschaften und Heimattreffen. Datenmaterial für Schlesien hat die Vereinigung Sudetendeutscher Familienforscher e. V. (VSFF) mit dem Sudetendeutschen Genealogischen Archiv (SGA) in Regensburg. Der Kirchliche Suchdienst in München forschte, geordnet nach den Heimatwohnorten der Vertriebenen, nach Familienmitgliedern, Freunden und Arbeitskollegen. 2015 stellte dieser Suchdienst wegen gesunkener Nachfrage seine Tätigkeit ein, die gesammelten Unterlagen wurden an das Lastenausgleichsarchiv (im Bundesarchiv Bayreuth) abgegeben, das künftig Auskünfte auf Basis dieses Materials erteilt.

#### Kinder, Eltern
Die im Zweiten Weltkrieg und bei Flucht und Vertreibung verloren gegangenen Kinder wurden in der Aktion Suchkind gesucht und vorgestellt. Den Kriegskindern (Besatzungskindern) deutscher Soldaten in Frankreich und französischer Soldaten in Deutschland hilft bei der Suche die Amicale Nationale des Enfants de la Guerre ANEG (Nationaler Verein der Kriegskinder e. V.) und der Verein Coeurs Sans Frontières/Herzen ohne Grenzen. Die Kinder amerikanischer Besatzungssoldaten suchen in amerikanischen Archiven nach ihren Vätern. Im Verein Born of War, international network sind mehrere europäische Vereine von Besatzungskindern vernetzt. Es gibt auch interaktive Suchen der Besatzungskinder nach ihren Eltern. Auch die Lebensborn-Kinder und Wolfskinder aus Ostpreußen sind auf der Suche nach ihren Eltern.

### Vermisste der DDR
Zwangsadoptierte Kinder in der DDR suchen nach ihren leiblichen Eltern.

### Aktuell Vermisste

#### Kinder
Die Initiative Vermisste Kinder, welche zu einer Dachorganisation namens Missing Children Europe gehört, gibt Hilfeanleitungen für die Suche nach vermissten Kindern und veröffentlicht eigene Suchmeldungen.
Die private Initiative Die-Vermisstensuche aus Lutherstadt Wittenberg stellt Meldungen von vermissten Kindern und Jugendlichen aus Deutschland, Österreich und der Schweiz in einer Vermisstendatenbank zusammen, zudem hilft die Initiative betroffenen Angehörigen bei der Suche und gibt Hilfestellung.
Das International Centre for Missing & Exploited Children bzw. das daraus hervorgegangene Global Missing Children’s Network unterstützt weltweit bei der Suche, durch Kontakte in über 29 Länder.

#### Migranten
Das Internationale Rote Kreuz hilft bei der Suche nach vermissten Migranten und Vermissten durch Krieg, Flucht und Vertreibung. Das Deutsche Rote Kreuz in München hilft bei internationaler Suche und Familiennachrichten.

#### Aussiedler und Spätaussiedler
Der DRK-Suchdienst-Standort Hamburg hilft bei der Suche nach Aussiedlern/Spätaussiedlern und hilft bei der Suche nach Bezugspersonen bei Verfahren zur Feststellung der deutschen Staatsangehörigkeit.

## Vermisste Person in weiteren Ländern

### Frankreich
Die Datei der gesuchten Personen (fichier des personnes recherchées FPR) ist eine Datensammlung der nationalen französischen Polizei. Sie untersteht gleichzeitig der Zuständigkeit des Innenministeriums in Frankreich und des Verteidigungsministeriums.

### Italien
- Vermisstenfall Evi Rauter

### Ex-Jugoslawien
Bezüglich der Jugoslawienkriege werden bis heute noch rund 21.000 Personen vermisst.

### Die „Verschwundenen“ Lateinamerikas
In den 1970er und 1980er Jahren wurden fast alle Länder Südamerikas längere Zeit von politisch rechtsgerichteten Militärdiktaturen regiert. Diese unterdrückten fast durchweg mit Gewalt die Opposition. Ein verbreitetes Mittel dazu war die heimliche Entführung, das so genannte Verschwindenlassen von missliebigen Personen durch anonym bleibende Mitglieder von Sicherheitskräften. Weil die Opfer auf diese Weise einfach „verschwanden“ und tatsächlich bis auf die Entführer niemand wusste, wo sie sich aufhielten, meldeten die Verwandten diese Menschen häufig als „vermisst“ bei den Behörden. Die Opfer wurden während der Haft in Geheimgefängnissen in der Regel gefoltert und in sehr vielen Fällen anschließend ermordet (siehe Desaparecidos). Allein während der Argentinischen Militärdiktatur (1976–1983) verschwanden auf diese Weise bis zu 30.000 Menschen dauerhaft und spurlos.

### Österreich
In Österreich gibt es das Kompetenzzentrum für Abgängige Personen. Die Polizei nimmt die Daten zur abgängigen Person auf, diese werden im österreichischen Fahndungssystem (EKIS) sowie (automatisch) im Schengener Informationssystem (SIS) gespeichert.
Im Jahr 2016 wurden österreichweit insgesamt 8.887 Abgängigkeitsfälle bearbeitet und im EKIS gespeichert. Davon betrafen 6.322 Fälle EU-Bürger, bis auf 44 aufgeklärt, und 2.565 Nicht-EU-Bürger, bis auf 264 aufgeklärt. Mit Stichtag 1. Oktober 2017 waren in Österreich insgesamt 1.300 Personen als abgängig gemeldet: 349 waren weiblich, davon 198 minderjährig. 951 waren männlich, davon 597 minderjährig. Die Zahl der EU-Bürger, die im EKIS als abgängig gespeichert waren, betrug zu allen genannten Zeitpunkten 2015/2016/2017 zwischen 400 und 500.
2017 sind in Österreich 10.000 Vermisstenanzeigen erstattet worden. Mit Stichtag 1. Mai 2018 waren 1.267 Personen abgängig gemeldet, davon 746 Kinder und Jugendliche. Nur 505 stammten aus EU-Staaten.
Im Januar 2019 waren 1037, im Januar 2020 884 Personen im EKIS als vermisst gespeichert.
85 Prozent der Vermisstenfälle wurden in den Jahren 2016 bis 2019 innerhalb einer Woche, 95 Prozent innerhalb eines Monats, 97 Prozent innerhalb von sechs Monaten und 98 Prozent innerhalb eines Jahres aufgeklärt. 2019 veröffentlichte das KAP in nur 13 Fällen eine Fahndung, deren Ergebnis: 8 Lebende, 3 Tote, 2 weiterhin vermisste Personen.
Den rechtlichen Status der Vermissten regelt in Österreich das Todeserklärungsgesetz.

### Russland
Laut einer im Jahr 2018 veröffentlichten Meldung der russischen Nachrichtenagentur TASS werden in Russland jährlich 70.000 bis 100.000 Personen vermisst. Etwa 25 % der Vermisstenfälle bleiben unaufgeklärt.

### Schweiz

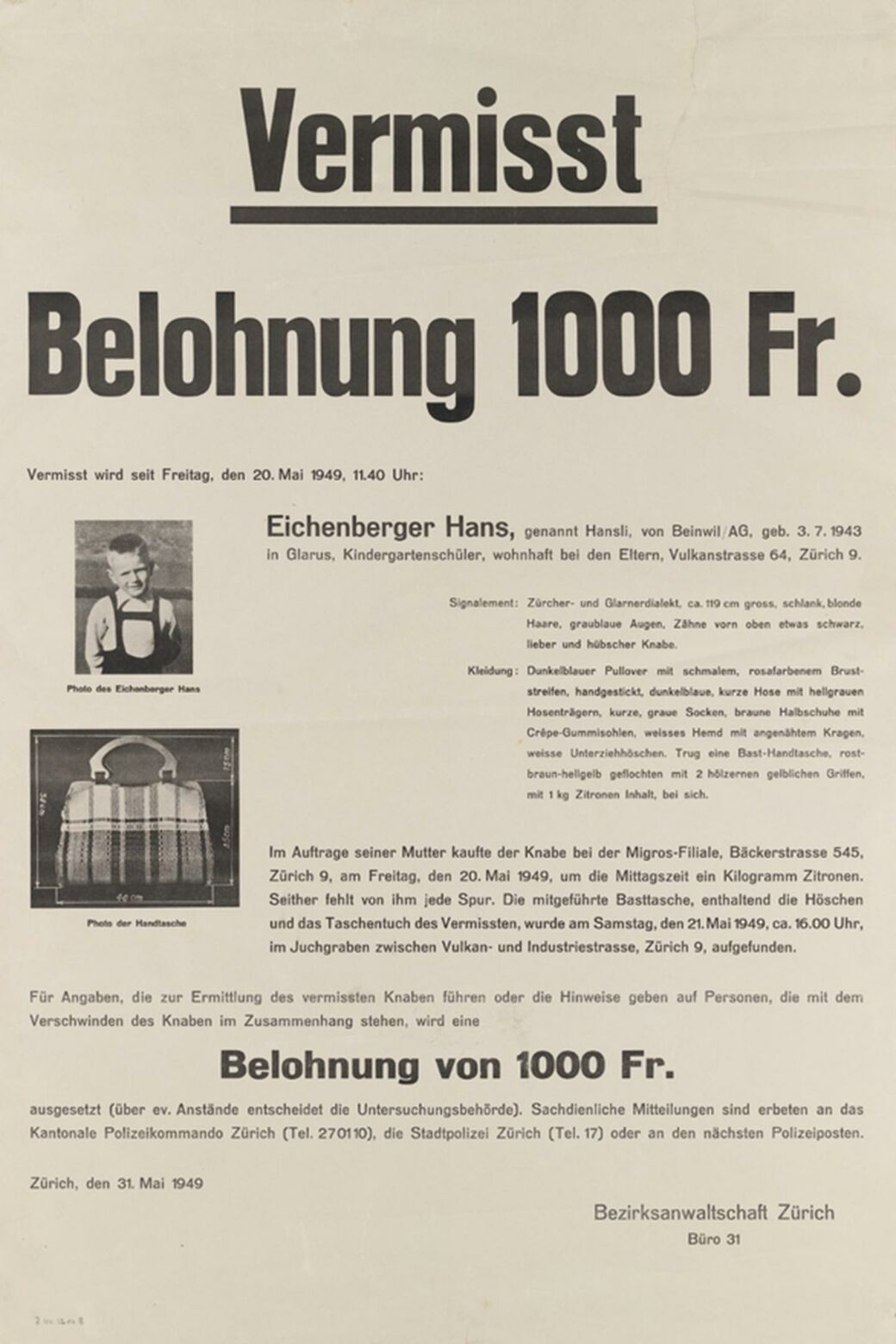
Vermisstenfall Hansli Eichenberger (1949)

Für vermisste Personen muss bei der Polizei eine Vermisstenmeldung aufgegeben werden, keine der Schweizer Kantonspolizeien unterhält jedoch eine Sonderabteilung für Vermisste. Suchaktionen durch die Polizei und Rettungskräfte werden je nach Kanton teilweise oder ganz in Rechnung gestellt. Die Unfallversicherung übernimmt Suchkosten, falls die Situation nicht grob fahrlässig selbst verschuldet wurde, Lebensgefahr besteht und solange begründete Überlebenschancen bestehen. Die Suche per Hubschrauber ist besonders kostspielig.
In der Schweiz kann nach fünf Jahren eine Abwesenheitserklärung abgegeben werden. Dann wird ein Vormund für die vermisste Person bestellt. Die anonymen Todesfälle, bei denen es nicht gelang, eine aufgefundene Leiche zu identifizieren, werden archiviert. In der Schweiz gibt es (Stand 2011) 170 Leichen, die nicht identifiziert werden konnten, die Gesamtzahl der Vermissten ist aber deutlich höher. Für in der Schweiz vermisste Kinder und Jugendliche ist die Stiftung Missing Children Switzerland tätig.
Ein Jahr nach einer lebensgefährlichen Situation oder fünf Jahre nach dem letzten Lebenszeichen kann die Verschollenheit beantragt werden. Haben Behörden einen erwachsenen, mündigen Vermissten ausfindig gemacht, dürfen sie nur mit seinem Einverständnis andere Personen über seinen Aufenthaltsort informieren. Für die Einhaltung der gesetzlichen Meldepflichten ist er selbst zuständig.
Durch Unfälle beim Alpinsport werden in der Schweiz relativ viele Menschen vermisst. Alleine am (viel bestiegenen) Matterhorn werden einundzwanzig Bergsteiger vermisst (Stand September 2012), nach einem Bericht der Südostschweiz werden im Bernina-Gebiet vierzig Menschen vermisst (2015). Da durch das Abschmelzen von Gletschern häufiger Leichen freigegeben werden, hat die Polizei Hinweise zum Umgang mit diesen Funden bekanntgegeben: Funde fotografieren, markieren, Koordinaten notieren – und wenn Gefahr droht, dass die Funde oder die Fundstelle nicht wiedergefunden werden kann, sollen die Funde mitgenommen und bei der nächsten Polizeistelle abgegeben werden.

### USA

POW/MIA-Flagge

Missing in Action (MIA) ist im angloamerikanischen Sprachgebrauch die Statusbezeichnung für einen Soldaten, der wahrscheinlich im Kampf gefallen ist oder vermisst wird, über dessen Verbleib jedoch keine weiteren Informationen bekannt sind. Die Abkürzung „MIA“ findet neben den Abkürzungen „WIA“ (Wounded in Action), „POW“ (Prisoner of War; Kriegsgefangener) und „KIA“ (Killed in Action) häufig in Verlustlisten angloamerikanischer Streitkräfte Verwendung.
Die Einsatzkräfte des New York City Fire Departments und des New York City Police Departments, die während der Rettungseinsätze nach den Terroranschlägen vom 11. September 2001 im World Trade Center umkamen, werden als Missing in Action geführt.
Siehe auch: Vermisste Kinder und Jugendliche in den USA

## „Verschwindenlassen“ als Tatbestand im Völkerrecht
Das Verschwindenlassen politisch missliebiger Personen als Mittel der staatlichen Unterdrückung, wie oben beschrieben, war und ist nicht auf Südamerika begrenzt. Es wird von zahlreichen Staaten bis heute angewandt, hauptsächlich in Diktaturen. Das systematische Verschwindenlassen von Menschen ist im Rahmen des 2002 in Kraft getretenen Rom-Statuts als Verbrechen gegen die Menschlichkeit definiert. Es bildet damit eine der Rechtsnormen für die Rechtsprechung des Internationalen Strafgerichtshofs in Den Haag.